# Curtitoma contraria
Curtitoma contraria is een slakkensoort uit de familie van de Mangeliidae. De wetenschappelijke naam van de soort is voor het eerst geldig gepubliceerd in 2012 door Bonfitto & Morassi.